# Morten Crone Sejersbøl
Morten Crone Sejersbøl (født 13. juni 1978 i Gilleleje) er en dansk journalist og selvstændig kommunikationsrådgiver i Crone Agency ApS.  
Han er uddannet cand.comm. fra RUC (2004), og har gennem en årrække arbejdet som journalist på medier som Jyllands-Posten, Ritzau og TV3. Han er desuden forhenværende sportsredaktør på B.T. og Berlingske.
Han er tidligere direktør for sport, kultur og underholdning ved Geelmuyden Kiese.